# Grabovica (Šavnik)
Pour les articles homonymes, voir Grabovica.
Grabovica (en serbe cyrillique : Грабовица) est un village du centre-ouest du Monténégro, dans la municipalité de Šavnik.

## Démographie

### Évolution historique de la population
| 1948 | 1953 | 1961 | 1971 | 1981 | 1991 | 2003 |
| ---- | ---- | ---- | ---- | ---- | ---- | ---- |
| 247  | 255  | 199  | 168  | 117  | 45   | 39   |